# Rehm-Flehde-Bargen
Rehm-Flehde-Bargen är en kommun och ort i Kreis Dithmarschen i förbundslandet Schleswig-Holstein i Tyskland. Kommunen bildades 1934 när Kirchspielslandgemeinde Lunden upplöstes.
Kommunen ingår i kommunalförbundet Amt Kirchspielslandgemeinden Eider tillsammans med ytterligare 33 kommuner.